# Liviu-Iulian Fodoca
Liviu-Iulian Fodoca (n. 15 octombrie 1978) este un senator român, ales în 2024 din partea POT. 